# Jazz (Transformers)
Jazz egy kitalált Transformers autobot szereplő. Jelmondata: „Bármihez fogsz, tegyed stílusosan, vagy sehogy!”

## Története
Jazz szerepelt az első rajzfilmsorozatban, a képregényben, és a Transformers animated rajzfilmben is.

## A képregényben
Jazz a Földre a Bárkával érkezett. Földi autó alakja egy Porsche 935, továbbá van még egy harmadik alakja is, mely egy kibertroni vitorlázógép. Neve utalás ama tulajdonságára, hogy a képregényben nagyon kedveli a földi popkultúrát, zenét és filmeket, egyik kedvenc előadója pl. Madonna.

### A mozifilmben
Jazz egyike az öt autobotnak, akik a Földre érkeztek. Földi autó alakja egy Pontiac Solstice. A film végén Megatron elragadja, és egy épület tetején rövid és egyoldalú küzdelem után kettétépi. Racsni, az autobotok orvos/műszerésze nem tudja megmenteni, így Jazz a Földért vívott harc első autobot halottja.

### Fegyverei
Jazznek puskája van, ami a pajzsába van beépítve.Van egy különleges Mágnese is, amivel a Hetes Szektor embereinek pisztolyait vette el.